# Storgöl (Gärdserums socken, Småland)
Storgöl är en sjö i Åtvidabergs kommun i Småland och ingår i Storåns huvudavrinningsområde.